# Ospino (Venezuela)
Pour les articles homonymes, voir Ospino.
Ospino est le chef-lieu de la municipalité d'Ospino dans l'État de Portuguesa au Venezuela. Autour de la ville s'articule la division territoriale et statistique de Capitale Ospino.

## Cultures

### Personnalités
Le guérillero et caudillo Pedro Pérez Delgado (1881-1924) est né à Ospino.